# Gifta (TV-serie)
Gifta (engelska: Marriage) är en brittisk dramaserie från 2022 med premiär på SVT Play den 10 maj 2023. Första säsongen består av fyra avsnitt. Serien är regisserad av Stefan Golaszewski som också skrivit serien manus.

## Handling
Serien kretsar kring den gifta paret Ian och Emma, och hur de hanterar livet och den 30-åriga äktenskapets upp- och nedgångar.

## Roller i urval
- Sean Bean – Ian
- Nicola Walker – Emma
- Chantelle Alle – Jessica
- Henry Lloyd-Hughes – Jamie
- Jack Holden – Adam
- James Bolam – Gerry
- Makir Ahmed – Mike
- Kath Hughes – Claire